# Richtlinien für die Durchführung von Bauaufgaben des Bundes
Die Richtlinien für die Durchführung von Bauaufgaben des Bundes (RBBau) sind gemeinsam vom Bundesbau- und Bundesfinanzministerium erstellte Verwaltungsvorschriften für den Bundesbau. Ziel der RBBau ist eine wirtschaftliche und effiziente Aufgabenabwicklung von Baumaßnahmen des Bundes unter Beachtung der Grundsätze von der Bundeshaushaltsordnung (BHO) sicherzustellen. Sie wurden zum 1. Juli 2024 neu gefasst.

## Historie
Am 1. August 1953 wurde der erste Entwurf vorgelegt. Zu diesem Zeitpunkt gab es noch 11 Sonderbauämter für die Bauaufgaben des Bundes. Nach dem Inkrafttreten der Pariser Verträge am 5. Mai 1955 und einem Anstieg der Komplexität sowie des Umfangs der Bauaufgaben des Bundes wurde im Jahr 1957 mit einem Einführungserlass des Bundesministers der Finanzen eine verbindliche Version erlassen.
Die als behördeninterne Dienstanweisung geltenden Vorschriften wurden seitdem ständig erweitert und aktualisiert. Um die Richtlinien zeitnah zur Verfügung zu stellen, wird die RBBau als „Onlinefassung“ über das Internetportal „Fachinformation Bundesbau (FIB)“, früher „Fachinformationsbörse – Bau und Betrieb“, veröffentlicht.
Bis Ende 2021 war das Bundesministerium für Umwelt, Naturschutz, Bau und Reaktorsicherheit (BMUB) gemeinsam mit dem Bundesministerium der Verteidigung (BMVg) Herausgeber der FIB. Im Zuge der Reform Bundesbau  wurden die Richtlinien gemeinsam von Bundesbau- und Bundesfinanzministerium komplett neugefasst und traten als Neue RBBau zum 1. Oktober 2022 in Kraft.

## Inhalt

### Bis zum 30. September 2022
Die Richtlinien sind in vier Teile gegliedert.
Der erste Teil ist in 12 Abschnitte unterteilt. Im Abschnitt A werden die an den Bauprojekten des Bundes beteiligten Behörden sowie deren Aufgaben im Planungsprozess beschrieben. Bauaufgaben des Bundes werden im Wesentlichen im Wege der Organleihe von den Bauverwaltungen der Länder sowie vom Bundesamt für Bauwesen und Raumordnung (BBR) durchgeführt. Als oberste technische Instanzen (OTI) wird für zivile Bauaufgaben das Bundesministerium für Verkehr und digitale Infrastruktur (BMVI) oder für militärische Bauten das BMVg definiert. Die Bundesanstalt für Immobilienaufgaben (BImA) berät im Rahmen ihrer Eigentümerinteressen sowie im Hinblick auf die Kosten für den späteren Betrieb und der Bauunterhaltung. Im Teil B werden die Eingliederung der Bauausgaben in den Bundeshaushaltsplan und die Bewirtschaftung der Haushaltsmittel beschrieben. In den Teilen C, D und E werden der Planungsprozess bei der Bauunterhaltung sowie kleinen und großen Neubaumaßnahmen beschrieben. Für die Bedarfsplanung gehört die DIN 18205 zu den maßgeblichen Regelwerken. So heißt es im Kapitel D2, Zitat: „Zur Aufstellung einer Bauunterlage ist zunächst eine Bedarfsplanung durchzuführen. Die Bedarfsplanung dient der Ermittlung und Erläuterung des Bedarfs als wesentliche Grundlage für die weiteren Untersuchungen und Planungen. Die Anforderungen sind eindeutig und abschließend zu definieren. 2.2 Die Bedarfsplanung erstellt grundsätzlich der Nutzer.“ Im Abschnitt F werden die Form der während des Planungsprozesses zu erstellenden Unterlagen beschrieben. Abschnitt G beschreibt die Prozesse während der Bauausführung. Hier liegt ein Fokus auf der Kostensteuerung und Kostenkontrolle. Der Abschnitt H enthält Vorgaben zur Bauübergabe und Dokumentation. Der Abschnitt I beschreibt die Behandlung von Abtretungen und Pfändungen von Geldforderungen. Abschnitt J beschreibt die Prozesse zur Rechnungslegung und Prüfung. Im Abschnitt K sind Richtlinien zu verschiedenen Einzelgebieten enthalten. Im Abschnitt L wird Bezug auf ergänzende Richtlinien anderer Bundesbehörden und Dritter genommen.
Der zweite Teil enthält einheitliche Muster zur Bedarfsplanung, Veranschlagung und Berichterstattung. Der dritte Teil enthält einheitliche Muster für Verträge mit freiberuflich Tätigen sowie Sondervertragsmuster. Freiberuflich Tätige (FbT) sind private Unternehmer, welche die Behörden bei der Realisierung von den Bauaufgaben helfen, wie zum Beispiel Architekturbüros, Ingenieurbüros oder Büros für die Projektsteuerung. Im vierten Teil sind Anhänge enthalten.

### Seit dem 1. Oktober 2022
Die Neue RBBau gliedert sich wie folgt:
- Präambel
- Abschnitt A – Bauaufgaben und Organisation
- Abschnitt B – Finanzierung der Bauaufgaben des Bundes
- Abschnitt C – Bedarfsplanung, Verfahren
- Abschnitt D – Einfache Baumaßnahmen
- Abschnitt E – Bauprojekte
- Abschnitt F – Bauübergabe und Dokumentation
- Abschnitt G – Übergangsregelungen, Inkrafttreten
- Abkürzungsverzeichnis.

BImA und BBR haben die vorgeschriebene Evaluation zum 30. Juni 2024 und Anpassungen vorgenommen. Die ab 1. Juli 2024 geltende Fassung der RBBau, inklusive der Anpassungen in Abschnitt F4 vom 19. Juli 2024, wurde bekannt gegeben.

## Bundesrechnungshof
In den Berichten des Bundesrechnungshofes an den Deutschen Bundestag sind die RBBau wiederholt thematisiert worden. Die Kernaussage des Kontrollorgans wiederholt sich dabei regelmäßig. So heißt es zum Beispiel in einem detaillierten Bericht im Jahr 1985, Zitat: „Der Bundesrechnungshof hält dieses Regelwerk grundsätzlich für sachgerecht und ausreichend, sieht aber in Teilgebieten erhebliche Schwächen bei seiner Anwendung.“ Ein wesentlicher Kritikpunkt des Bundesrechnungshofes war immer wieder eine ungenügende Bedarfsplanung.
Die geteilte Verantwortung für die zivilen Baumaßnahmen bei zwei Ressorts ergebe noch kein schlüssiges Bild. Der Bundesrechnungshof wiederholte in seinem Bericht im Jahre 2022 seinen Hinweis, dass das dauerhafte Zusammenführen des Liegenschafts- und Bauwesens in einem Ressort vorteilhaft sein könnte.